# فيلورويبو
فيّورويبو (بالإسبانية: Villoruebo)، هي بلدية تقع في مقاطعة برغش بمنطقة قشتالة وليون في شمال إسبانيا. وفقًا لتعداد المعهد الوطني للإحصاء الإسباني لعام 2004، بلغ عدد سكان البلدية 64 نسمة.